# Переяславская крепость
Переяславская крепость — несохранившаяся крепость в Переяславе. Построена в XVI веке, реконструирована в XVIII веке, разрушена в начале XIX века.
Переяслав в XVII веке считался главным казацким городом на Левобережной Украине. Он находился в пределах Переяславля древнерусской эпохи, от которого унаследовал локацию на треугольном мысу при впадении реки Альты в Трубеж, а также состоявшую из двух частей систему укреплений: замок занимал территорию древнерусского детинца, а укреплённое предместье — бывшего окольного города. Реки возле крепости были перегорожены, благодаря чему образовался большой пруд, который повышал обороноспособность крепости. Укрепления состояли из высоких земляных валов и деревянных стен, в которых находились три надвратных башни с мостами. Две из них выходили на пруд, а одна — на напольную сторону, где был вырыт ров.
В 1661—1662 годах в ходе осад Переяслава левобережные казаки под началом Якима Сомко и гарнизон царских войск под началом Василия Волконского-Веригина успешно выдержали две осады со стороны правобережных казаков Юрия Хмельницкого и крымских татар.

После военно-административной реформы 1717—1720 годов, проведённой в Петром I, Переяслав был отнесён к четырем важнейшим государственным крепостям Малороссии. О тогдашнем состоянии укреплений свидетельствует план Переяславской крепости 1727 года Захария Зыбина. На нём показаны только план и профиль оборонительной ограды замка — земляной вал с бруствером, валганг и аппарелями, с большими бастионами и равелином с напольной стороны. Это означает, что в начале XVIII века Переяславская крепость уже имела основные элементы новой европейской системы фортификации.

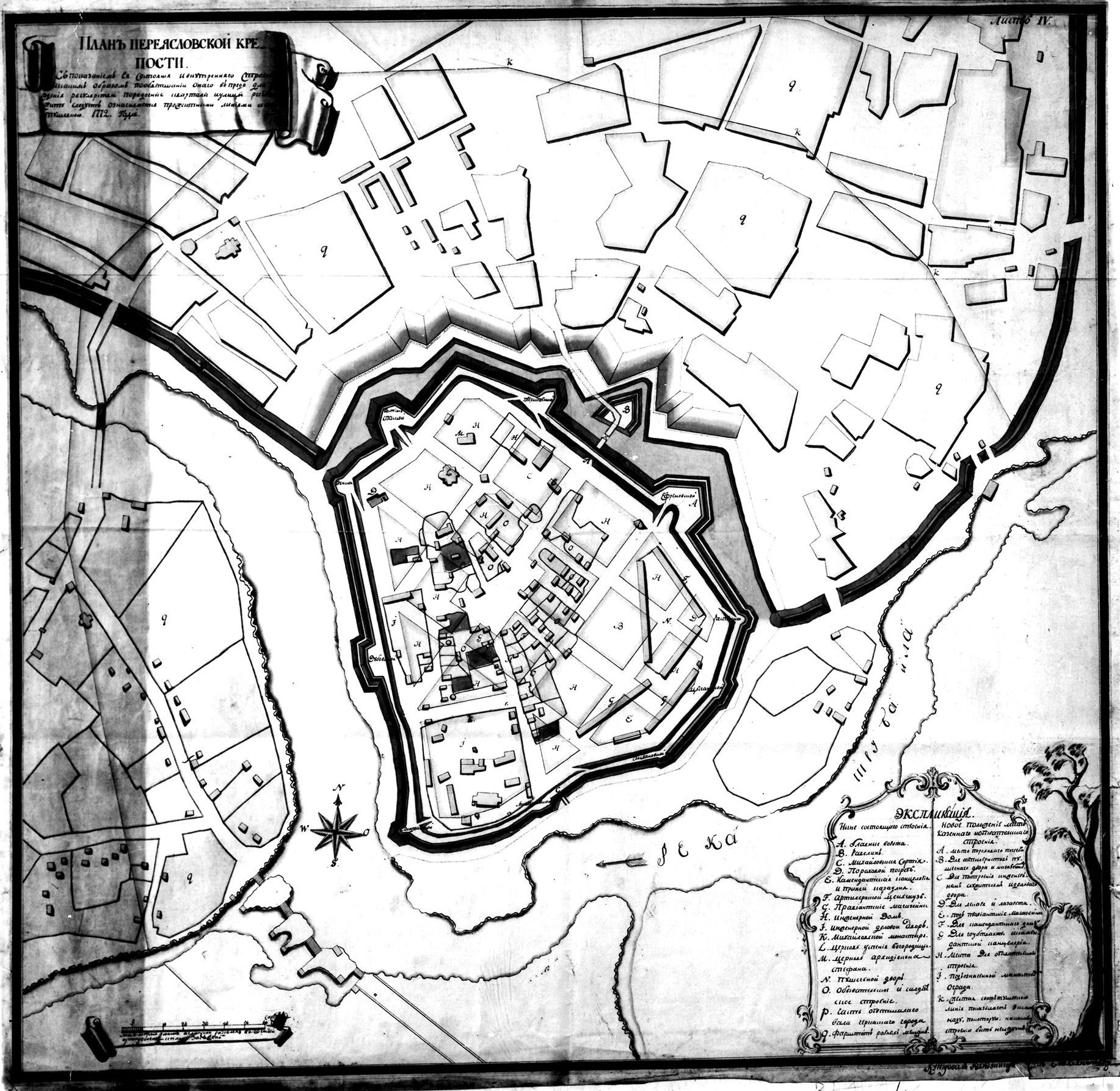
План Переяславской крепости. 1772 год

Составленный при реконструкции укреплений 1739 года «План Переяславской крепости» охватывает большую территорию, чем план 1727 года, и показывает «Переяславскую главную крепость» и «Переяславский Черкаский город». План фиксирует только то, что непосредственно относится к системе укреплений, в том числе и главную крепость (бывший замок), которая в то время имела широкие рвы и бастионы регулярных очертаний. Оборонные ограждения состояли из земляного вала с бруствером и валгангом, без деревянных стен. Ров был только с напольной стороны и проходил от Альты к Трубежу. По линии контрэскарпа были установлены деревянные рогатки. На плане обозначены названия всех элементов укреплений.
Переяславская крепость в последний раз была реконструирована после 1740 года по проекту известного фортификатора Даниила Дебоскета, превратившись в чисто земляное укрепление бастионного типа. В 1794 году крепость была упразднена. В начале XIX века остатки её укреплений снесли при перепланировке города.